# Jordanka
Jordanka je bulharské křestní jméno.

## Osobnosti s tímto jménem
- Jordanka Blagoevová (Йорданка Благоева; * 1947, Gorno Tserovene), bulharská atletka
- Jordanka Donkovová (Йорданка Донкова; * 1961), bulharská atletka
- Jordanka Malankovová, bulharská novinářka

## Objekt
- Jordanka – Obchodní centrum v Děčíně IV – Podmoklech, bývalá čokoládovna Jordan & Timaeus (Tržní ul. 1873)